# Takanobu Jumonji
Takanobu Jumonji, (en japonès: 十文字貴信, Noda, Chiba, 10 de novembre de 1975) va ser un ciclista japonès, especialista en la pista. Guanyador d'una medalla de bronze als Jocs Olímpics d'Atlanta en la prova de Quilòmetre.

## Palmarès
- 1996
  -  Medalla de bronze als Jocs Olímpics d'Atlanta en Quilòmetre contrarellotge
- 1999
  - Campió d'Àsia en Velocitat per equips (amb Narihiro Inamura i Toshiaki Fushimi)